# Julia Vakulenko
Julia Vakulenko (en ucraniano: Юлія Оле́гівна Вакуленко; Yalta, 10 de julio de 1983) es una tenista española de origen ucraniano, profesional desde 1998.
En 2008, Julia Vakulenko renunció a su ciudadanía ucraniana para adoptar la ciudadanía española, donde llevaba viviendo 10 años.

## Biografía
Vakulenko fue la última jugadora en enfrentarse ante Kim Clijsters en su carrera profesional, ganando por 7–6(3), 6–3 en la segunda ronda del Torneo de Varsovia en Polonia el 3 de mayo de 2007. Por ello se la llama "Kimmie Killer". Una semana después de derrotar a Kim, derrotó también a la número tres mundial Amélie Mauresmo en el Torneo de Berlín por 2–6, 6–1 y 6–2 y en la siguiente ronda a Dinara Sáfina por 6–3, 5–7 y 6–3, aunque perdió en las semifinales ante Ana Ivanović.
Al final de la temporada, disputó la final del Bell Challenge en Quebec, Canadá, ante ex-número uno mundial Lindsay Davenport pero perdió por 6–4 y 6–1.

## Individuales
| Torneo                 | 2002 | 2003 | 2004 | 2005 | 2006 | 2007 | 2008 | Carrera V/D |
| ---------------------- | ---- | ---- | ---- | ---- | ---- | ---- | ---- | ----------- |
| Australian Open        | A    | A    | 2R   | A    | A    | 2R   | 1R   | 2–3         |
| Roland Garros          | A    | 3R   | 1R   | A    | 3R   | 1R   | 1R   | 4–5         |
| Wimbledon              | A    | 1R   | 1R   | 2R   | 1R   | 1R   | 1R   | 1–6         |
| US Open                | A    | 2R   | 2R   | A    | A    | 4R   | 1R   | 4–3         |
| WTA Tour Championships | A    | A    | A    | A    | A    | A    | A    | 0–0         |
| Grand Slam Win-Loss    | 0-0  | 3-3  | 2-4  | 1-1  | 2-2  | 4-4  | 0-3  | 11-17       |
| Doha                   | A    | A    | A    | A    | A    | A    | A    | 0–0         |
| Indian Wells           | A    | A    | 1R   | A    | A    | 1R   | A    | 0–2         |
| Miami                  | A    | A    | 1R   | A    | A    | 3R   | A    | 2–1         |
| Charleston             | 1R   | A    | A    | A    | 3R   | 1R   | A    | 2–3         |
| Berlín                 | A    | A    | 1R   | A    | 2R   | SF   | A    | 5–3         |
| Roma                   | 2R   | A    | A    | A    | A    | A    | 1R   | 1–2         |
| Montreal/Toronto       | A    | A    | A    | A    | A    | 1R   | A    | 0–1         |
| Tokio                  | A    | A    | 1R   | A    | A    | A    | A    | 0–1         |
| Moscú                  | A    | A    | A    | A    | A    | A    | A    | 0–0         |
| Torneos Ganados        | 0    | 0    | 0    | 0    | 0    | 0    | 0    | 10-13       |
| Ranking Anual          | 209  | 73   | 129  | 185  | 120  | 32   | 347  |             |

A = no participó en el torneo